# Оттепель (альбом)
«Оттепель» — шестой студийный альбом группы DDT, вышедший в 1991 году. Выпущен на виниловой пластинке, а в 1993 году на компакт-дисках и магнитофонных кассетах.

## Об альбоме
После гастролей в Америке и Японии летом 1990 года, в октябре, группа приступила к записи новой пластинки на питерской студии бывшей «Мелодии». Запись была закончена в апреле 1991 года. На пластинке представлена концертная программа периода 1987—1988, то есть первая концертная программа DDT питерского периода.
Если одна сторона пластинки была отдана ироничным рок-н-роллам («Милиционер в Рок-клубе», «Пост-интеллигент», «Мама, я любера люблю!»), то другая — философским размышлениям о мире и о себе («Мальчик-слепой», «Церковь», «Суббота»); она также включала заглавный номер «Оттепель», своего рода признание Шевчука в любви к Ленинграду, ставшему для него новой родиной.
Вадим Курылёв: «Этот весёлый рок-н-ролльный альбом был записан на „Мелодии“ в Питере в начале 1990 года. Почти вся эта программа исполнялась на концертах уже в 1987 году, а некоторые песни были записаны ещё для пластинки „Я получил эту роль“, но всё же решено было записать все номера ещё раз, так как это был первый альбом, полностью состоящий из песен, написанных Юрой в Питере.
По составу музыкантов это классический пример „золотого“ питерского периода — здесь нет ни одного „постороннего“ — и, в общем, всё звучит так же, как звучало на концертах, только в лучшем качестве. Почему-то на альбоме не оказалось песен „Террорист“ и „Получите по награде“, хотя их записывали, как мне кажется. Видимо, просто не успели записать голос, а деньги на студию кончились.
Песня „Церковь“ здесь записана уже в третий раз — первый раз мы записывали её на радио для какой-то передачи, там было наворочено много чего — в том числе гусли и тубулярные колокола, второй раз для альбома „Я получил эту роль“ с воющей ляпинской гитарой, и наконец многострадальная „Церковь“ была запечатлена в том лаконичном виде, в каком исполнялась на концертах. В 1990 году всесоюзная фирма „Мелодия“ начала разваливаться, и „Оттепель“ вышла уже в 1991 году, когда права на издание альбома приобрёл Стас Намин».
«Мама, я любера люблю!» посвящена одноимённому движению, враждовавшему с «неформалами». Это было легендарное противостояние и часть советской культуры времён перестройки: массовые драки с велосипедными цепями и кастетами. Егор Летов также написал песню «Эй, брат любер!». Кроме того, в 1991 году, на презентации «Чёрного альбома» группы «Кино» в Московском дворце молодёжи, Юрий Шевчук чуть не подрался с Николаем Расторгуевым, солистом группы «Любэ». Спустя два месяца они помирились, выпили коньяку и вместе спели на сцене Зелёного театра песни «ДДТ», такие как «Мама, я любера люблю». По словам Евгения Додолева, потасовка произошла на банкете после окончания официальной части выпуска «Чёрного альбома». Фронтмен «Любэ» предложил тост, пьяный Шевчук накинулся на Расторгуева: «... попсовым фонограмщикам здесь не место, скорбеть по поводу Цоя смеют лишь истинные рокеры, а остальные обязаны помалкивать». Их разнял Александр Ф. Скляр, и чтобы разрядить обстановку, он спел отрывок песни «Из-за острова на стрежень».
«Оттепель» стала первой в истории «ДДТ» пластинкой, изданной не фирмой «Мелодия», а коммерческой компанией. В 1993 году SNC и DDT Records совместно выпустили альбом на компакт-диске. Позже было издание на магнитофонных кассетах. Обложку альбома создал петербургский художник Валериус. К диску прилагался вкладыш с комиксом, в котором Юрий Шевчук изобразил своих коллег-музыкантов. Пластинка же выпускалась в трех вариантах: обычном (винил в конверте), в лакированном конверте с вкладышем и в раскладывающемся «двойном» конверте. «Яблоки» пластинок украшал логотип DDT.

## Список композиций
Автор всех песен Юрий Шевчук.
| №   | Название                             | Длительность |
| --- | ------------------------------------ | ------------ |
| 1.  | «Милиционер в рок-клубе»             | 3:25         |
| 2.  | «Пост-интеллигент»                   | 4:34         |
| 3.  | «Конвейер, или Брейк-данс по-русски» | 3:12         |
| 4.  | «Мама, я любера люблю!»              | 3:40         |
| 5.  | «Большая женщина»                    | 2:32         |
| 6.  | «Обдолбанный Вася»                   | 2:20         |
| 7.  | «Мальчик-слепой»                     | 5:04         |
| 8.  | «Церковь»                            | 5:44         |
| 9.  | «Суббота»                            | 2:18         |
| 10. | «Ленинград»                          | 3:43         |

| №  | Название                                                  | Длительность |
| -- | --------------------------------------------------------- | ------------ |
| 1. | «Не пинайте дохлую собаку (Фестиваль в Шушарах, 1987 г.)» | 4:18         |

## Участники записи
- Юрий Шевчук — вокал, декламация (9), акустическая гитара (6), голос Брежнева (3).
- Никита Зайцев — гитара (1—5), скрипка (7, 10).
- Андрей Васильев — гитара (кроме 6 и 9), конферанс (1), вокал (4).
- Вадим Курылёв — бас-гитара (кроме 6 и 9), блок-флейта (7), гармоника (6), акустическая гитара (6), бэк-вокал (1—5, 10).
- Андрей Муратов — рояль (8), клавиши (10).
- Михаил Чернов — саксофон (1).
- Игорь Доценко — ударные (кроме 6 и 9), рояль (4), ритм-гитара (1), голос Горбачёва (3), голос Александра Невского (4).

Звукорежиссёры
- Андрей Муратов
- Евгений Мочулов